# Canibus
Canibus, de son vrai nom Germaine Williams (né le 9 décembre 1974 à Kingston, en Jamaïque), est un rappeur jamaïco-américain. Il est membre du supergroupe The HRSMN aux côtés de Kurupt, Ras Kass et Killah Priest.

## Biographie

### Jeunesse
Germaine Williams naît le 9 décembre 1974 à Kingston, en Jamaïque. Il a des origines ouest-africaines. Son père, Basil Williams, est un ancien joueur de cricket. La famille déménage fréquemment, passant de New York, à Washington, D.C., Atlanta, Miami, Buffalo, et Londres sa mère étant contrainte d'emménager constamment à cause de son travail. Canibus explique avoir été un enfant introverti. Après ses études au lycée en 1992, il devient employé à  l'AT&T Corporation, puis pour le département américain de la justice. Son intérêt pour la technologie et Internet le mène à faire des études d'informatique au DeKalb College d'Atlanta,.

### Débuts et premiers albums (1992–2000)
Williams se lance dans le rap au début des années 1990 et emprunte le nom de Canibus Sativa en 1992, puis forme un duo appelé T.H.E.M. (The Heralds of Extreme Metaphors) aux côtés du rappeur d'Atlanta Webb (désormais appelé C.I., ou Central Intelligence). En 1996, T.H.E.M. se dissout, et Canibus s'allie avec Charles Suitt. En décembre 1997, Canibus annonce publiquement une confrontation verbale avec LL Cool J lors d'une interview avec Tourè du journal The Village Voice. À cette interview, il était aux côtés de John Forté, DMX, Big Pun, Mos Def et Mic Geronimo.
Le premier album de Canibus, Can-I-Bus, est publié le 8 septembre 1998. Le titre Second Round K.O., produit par Wyclef Jean, est un succès, accompagné d'une vidéo en featuring avec Wyclef et avec apparition du boxeur Mike Tyson. Malgré sa certification en disque d'or par la RIAA, son classement à la deuxième place Billboard 200, et un chiffre de 500 000 exemplaires, la presse spécialisée accueille l'album d'une manière mitigée. La presse salue le nombre de ventes, mais accueille négativement les paroles et les thèmes ainsi que la production effectuée par Wyclef. L'album concerne la société ; certaines chansons parlent de la corruption au sein du gouvernement américain, le SIDA, et la violence en Amérique moderne. Canibus affronte, à cette période, LL Cool J avec un verset concernant le titre 4, 3, 2, 1 de LL, extrait de son album Phenomenon. Du fait que Wyclef ait produit la majorité des titres de Can-I-Bus, Williams l'accuse de l'insatisfaction générale causée par Can-I-Bus.
Son deuxième album, 2000 B.C., est aussi publié d'une manière mitigée et est très peu promu par le label Universal Records. 2000 B.C., publié le 18 juillet 2000, contient la première collaboration entre Canibus et Kurupt, Ras Kass et Killah Priest, un supergroupe appelé The HRSMN. Le titre Horsementality, bien que classé 23e du Billboard 200, n'est pas un succès commercial. De ce fait, Canibus se sépare d'Universal, et revient dans la scène underground.

## Discographie

### Albums studio
- 1998 : Can-I-Bus
- 2000 : 2000 B.C. (Before Can-I-Bus)
- 2001 : C True Hollywood Stories
- 2002 : Mic Club: The Curriculum
- 2003 : Rip the Jacker
- 2005 : Mind Control
- 2005 : Hip-Hop for Sale
- 2007 : For Whom the Beat Tolls
- 2010 : Melatonin Magik
- 2010 : C of Tranquility
- 2011 : Lyrical Law
- 2012 : Rip the Jacker II: Infinity
- 2014 : Fait Accompli
- 2015 : Time Flys, Life Dies...Phoenix Rise (avec Bronze Nazareth)